# Referendo sobre a presença de tropas estrangeiras no Iraque em 2010
O referendo iraquiano sobre a presença de tropas estrangeiras no país em 2010 deveria ser realizado em 7 de março, juntamente às eleições parlamentares. Segundo o porta-voz do Governo, decidiu-se fazer as votações ao mesmo tempo "para poupar tempo e dinheiro". 
O referendo seria referente ao Acordo de Estatuto de Forças entre Estados Unidos e Iraque e foi originalmente previsto para 30 de junho de 2009.  Contrário às expectativas, não foi realizado. Se os iraquianos votassem "não" no referendo, o acordo de segurança seria automaticamente anulado, um ano depois da notificação oficial aos EUA, ou seja, em janeiro de 2011.

## Circunstâncias e recepção do pleito

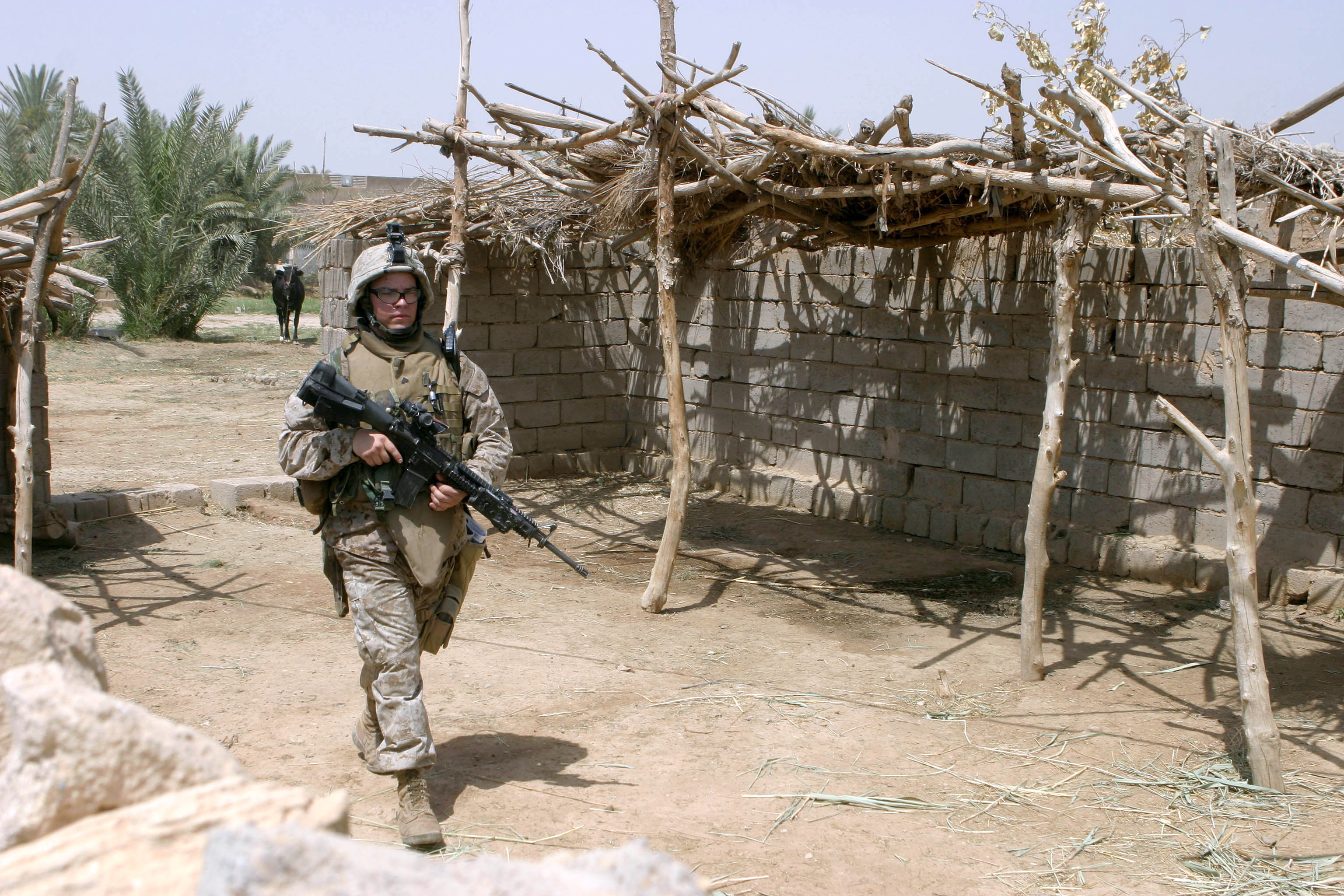
Desde 2003, tropas dos Estados Unidos e Reino Unido ocupam o Iraque sem o aval das Nações Unidas.

O governo do Iraque aprovou a realização da votação sobre o pacto de segurança entre o país e os Estados Unidos, informou o porta-voz governamental Ali al-Dabbagh. As tropas dos EUA invadiram o país à frente de uma coalizão internacional sob o argumento de que o ditador e então presidente do país, Saddam Hussein mantinha armas de destruição em massa no país — as quais nunca foram encontradas. Sem aprovação da ONU, a guerra levou ao rápido colapso do regime de Saddam, que foi preso e enforcado no final de 2007, mas abriu caminho para que grupos extremistas e insurgentes levassem insegurança para grande parte do território. Em 2007 houve um aumento do contingente das tropas, simultâneo a um acordo com milícias sunitas, contribuiu para reduzir a violência no país, e para que o comando da segurança pública fosse sendo aos poucos transferido para forças iraquianas.
Nessa situação, o Parlamento do País aprovou o pacto fechado em novembro de 2008, após meses de duras negociações entre os deputados. O acordo definiria o cronograma de retirada das tropas estadunidenses das zonas urbanas até ao final de junho de 2009 e de todo o país até 31 de dezembro de 2011. A oposição argumentou que a retirada deveria ser mais rápida.